# Jaromír Hanzlík

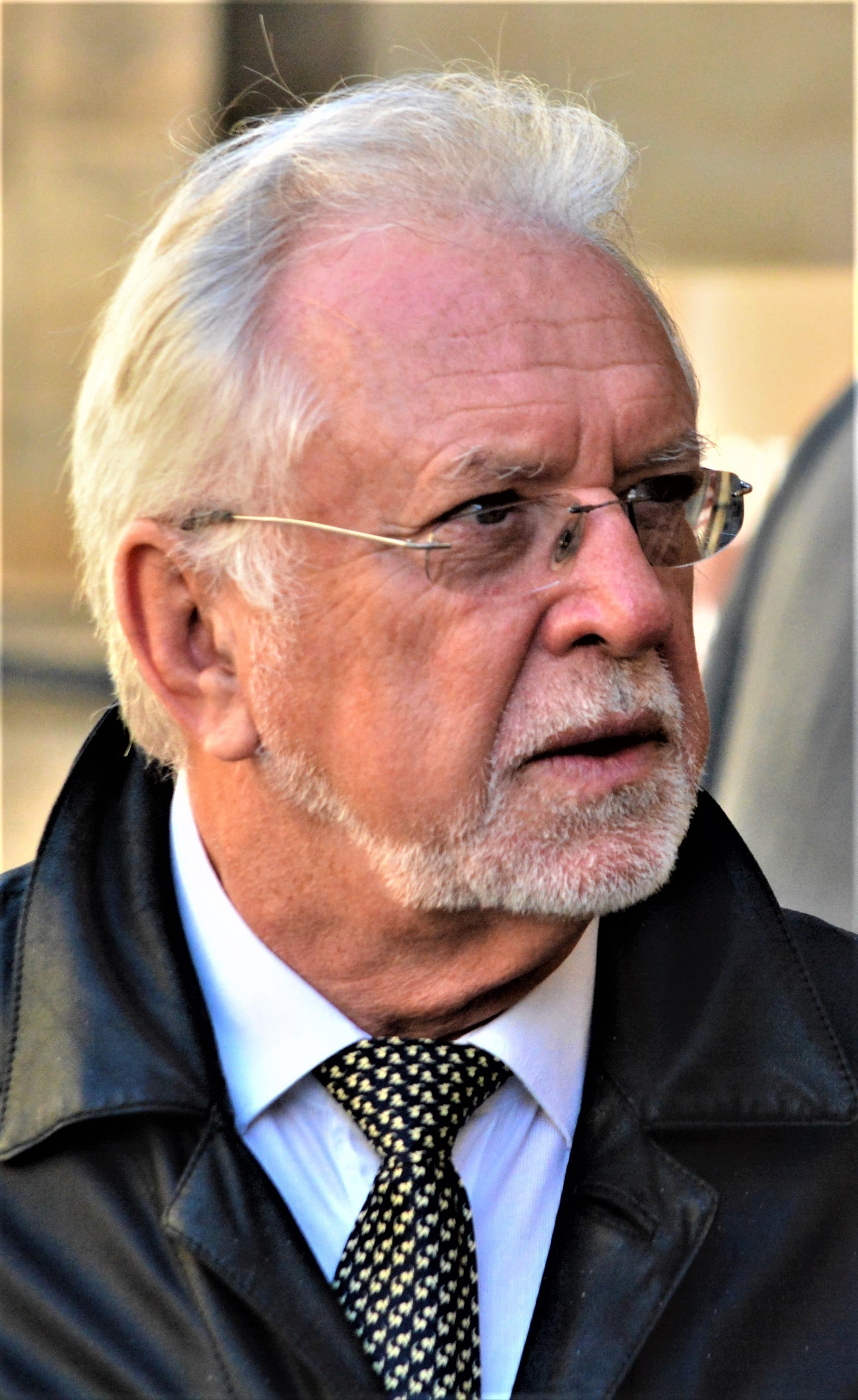
Jaromír Hanzlík.

Jaromír Hanzlík, född 16 februari 1948 i Český Těšín i dåvarande Tjeckoslovakien, är en tjeckisk skådespelare. Hanzlík medverkade från 1965 och under 1970-talet i en stor mängd tjeckiska filmer och TV-serier, ofta som sympatiska unga män. Först under 1980-talet blev karaktärerna mer annorlunda. En av hans kändaste roller blev som den högljudde Pepin i Jiří Menzels film När seklet var kort (Postřižiny). Från 1990-talets mitt har han trappat ned på skådespelandet, men inte helt lämnat yrket.

## Filmografi, urval
- 1969 – Skämtet
- 1975 – Jak utopit dr. Mráčka aneb Konec vodníků v Čechách
- 1976 – Sommar med en cowboy
- 1978 – Nemocnice na kraji města (TV-serie)
- 1980 – När seklet var kort
- 1989 – Slut på gamla tider